# Domínium hajók
A hajókat a kitalált, Star Trek univerzumban lévő állam, a Domínium építette, és üzemelteti.

## Általános információk
A Domíniummal 2371-ben történt első kapcsolatfelvételtől kezdve, fokozatosan derültek ki információk e gamma kvadránsbeli nagyhatalom hajóparkjáról. Hajóit kifejezetten a saját maga védelmére kiklónozott hadseregnek, a Jem'Hadarnak gyártotta, és csak kifejezetten harci célokra. A hajókból kihagytak minden olyan berendezést, helyiséget és eszközt, ami nem a harci feladat ellátásához kell. Így nincsenek bennük ablakok és kilátó ernyők, székek, ételreplikátorok, gyengélkedők, vagy más, például föderációs hajókon megszokott kényelmi egységek. Más tekintetben a hajók általános felépítése a klingon hajókra emlékeztet, és természetesen az alapvető felosztás (parancsnoki helyiség, szállások, gépház, hajtóművek, egyéb rendszerek) megegyezik bármely más nép hajóival. Ám a fentebb sorolt hiányosságok lehetővé teszik, hogy az így felszabadult helyekre extra fegyverzetet, katonákat és védelmi rendszereket telepítsenek. Emellett, a plusz, és bonyolult berendezések nélkül ezek a hajók igen gyorsan építhetők, akár extrém méretekben is.

## Ismert hajótípusok
A Domínium nem alkalmaz külön elnevezést hajóira, azokat általában számokkal jelöli, például a 3. raj 14. hajója. Így a hajó osztályoknak sincs külön jelölésük, mert egy típuson belül csak egy osztályt használnak.

### Csatahajó
A Domínium egyik legerősebb hajótípusa, és kétszer olyan hosszú, mint egy föderációs Galaxy típusú csillaghajó. A típust már az Alfa kvadráns-ban fejlesztették ki, a prototípussal a Defiant-osztályú USS Valiant csapott össze, de az a felfedezett hiányosságok kihasználása ellenére is alulmaradt. Nem tudni, mi lett a hajó sorsa, vagy hogy épült-e még több is belőle.

### Csatacirkáló
A Domínium legáltalánosabban használt nagyméretű hadihajója. Többfeladatú hadihajóként számtalan küldetés elvégzésre használják őket a diplomáciai feladatoktól kezdve a csatákon át a bolygó-ostromokig.

### Vadász
A Domínium legnagyobb számban épített, kisméretű hajótípusa, amely elsődleges támadóhajóként funkcionál, hasonlóan a klingon Ragadozómadárhoz, vagy a föderációs Deifanthoz. Ezeket a hajókat mindig hármas (vagy többszörös) csoportokban vetik be.

### Dreadnought
A legnagyobb hajótípus, amit a Domínium használ. 5 km hosszú, csupa fegyver és páncél hajó, 2 millió katonával a fedélzetén. A Domínium az Alfa-kvadránsban 13-t épített belőle, és először a Kardasszia I védelmében alkalmazta őket., ám bevetésükre már nem került sor.